# Enaria mathiauxi
Enaria mathiauxi är en skalbaggsart som beskrevs av Dewailly 1950. Enaria mathiauxi ingår i släktet Enaria och familjen Melolonthidae. Inga underarter finns listade i Catalogue of Life.